# Ян Зірінг
Ян Зірінг (англ. Ian Ziering; нар. 30 березня 1964, Нью-Арк, Нью-Джерсі) — американський актор, найбільше відомий завдяки ролі Стіва Сендерса у телесеріалі Беверлі-Гіллз, 90210.

## Біографія
Ян Зірінг народився 30 березня 1964 року в Нью-арці, Нью-Джерсі. Закінчив коледж Вільяма Пітерсона в Вейні, Нью-Джерсі. Почав свою кар'єру, коли йому було 12 років. Зіграв у декількох старих Голлівудських фільмах, куди його пристроїв агент по талантах. У шоу-бізнес «штовхала» його мати. Зараз проживає в Лос-Анджелесі. У 1997—2002 був одружений з Ніккі Шіллер.
Цікавиться їздою на мотоциклі й спортом.

## Фільмографія
| Рік       |    | Українська назва                           | Оригінальна назва                   | Роль                |
| --------- | -- | ------------------------------------------ | ----------------------------------- | ------------------- |
| 1981      | ф  | Нескінченна любов                          |                                     |                     |
| 1981—1982 | с  | The Doctors                                |                                     |                     |
| 1986—1988 | с  | Дороговказне світло                        | The Guiding Light                   |                     |
| 1988      | ф  | Terrible Things My Mother Told Me          |                                     |                     |
| 1990      | ф  | Flour Babies                               |                                     |                     |
| 1990      | ф  | Одружені... з дітьми                       |                                     |                     |
| 1990—2000 | с  | Беверлі-Гіллз, 90210                       |                                     | Стів Сандерс        |
| 1992      | ф  | VIP noche                                  |                                     |                     |
| 1992      | ф  | Район Мелроуз                              |                                     |                     |
| 1993      | ф  | Миші-рокери з Марса                        |                                     |                     |
| 1995      | ф  | The Women of Spring Break                  |                                     |                     |
| 1995      | ф  | Vanilla Ice a Love Story                   |                                     |                     |
| 1995      | ф  | Французький бокс                           | Savate                              |                     |
| 1995      | ф  | No Way Back                                |                                     |                     |
| 1996      | ф  | Subliminal Seduction                       |                                     |                     |
| 1997      | ф  | Mighty Ducks the Movie: The First Face-Off |                                     |                     |
| 1997      | ф  | Сават                                      |                                     |                     |
| 1998      | ф  | Godzilla: The Series                       |                                     |                     |
| 1999      | ф  | Корабель любові                            | The Love Boat: The Next Wave        |                     |
| 1999      | ф  | Бетмен назавжди                            | Batman Beyond: The Movie            |                     |
| 2000      | ф  | Twice in a Lifetime                        |                                     |                     |
| 2001      | ф  | Inside Schwartz                            |                                     |                     |
| 2001      | с  | Військово-юридична служба                  | JAG                                 | серія «Ambush»      |
| 2002      | ф  | Son of the Beach                           |                                     |                     |
| 2003      | мс |                                            | Spider-Man: The New Animated Series | Голос Людини-Павука |
| 2003      | вг | Freelancer                                 | Freelancer                          | Едісон Трент        |
| 2005      | ф  | Доміно                                     | Domino                              |                     |
| 2005      | ф  | Six Months Later                           |                                     |                     |
| 2006      | ф  | Миші-рокери з Марса                        |                                     |                     |
| 2006      | ф  | Stripped Down                              |                                     |                     |
| 2006      | ф  | Man v. Monday                              |                                     |                     |
| 2007      | ф  | Tyrannosaurus Azteca                       |                                     |                     |
| 2013      | ф  | Акулячий торнадо                           |                                     |                     |
| 2014      | ф  | Акулячий торнадо 2: Другий за рахунком     |                                     |                     |
| 2017      | ф  | Акулячий торнадо 5: Глобальне роїння       |                                     |                     |